# A.-F.-Thomas Le Vacher de la Feutrie
Pour les articles homonymes, voir Levacher.
Thomas Levacher de La Feutrie, né à Breteuil-sur-Iton le 12 février 1738 et mort le 4 mars 1790 à Paris, est un médecin et lexicographe français.

## Biographie
Levacher fit ses premières études médicales à Caen, y fut promu au doctorat en 1766. Il vint ensuite à Paris, disputa en 1764 le prix légué par le docteur Jean de Diest pour l’obtention des degrés en médecine depuis le baccalauréat jusqu’à la régence inclusivement, et le gagna. Il devint docteur-régent l’année suivante. Il passa sa thèse en 1768, et se livra à la pratique, où il obtint beaucoup de succès.
Levacher de La Feutrie fut docteur de la faculté de médecine de Caen puis doyen de la faculté de médecine de Paris. Il fut un des fondateurs de la Société médicale d’émulation de Paris. Il donna, conjointement avec Moysant, E. de La Marcellerie, le Dictionnaire de chirurgie, Paris, 1767, 2 vol. in-8°. Il a aussi écrit en latin.
Reinhold Dezeimeris a traité de véritable plagiat de Traité du rakitis de Levacher de la Feutrie qui, profitant d’une similitude patronymique, se serait attribué l’appareil à redressement et les observations du chirurgien Levacher, mais ce reproche ne parait nullement fondé. On lit, p. 526 du Traité du rakitis : « En 1764, M. Levacher lut à la séance publique de l’Académie royale de chirurgie de Paris la dissertation citée quelquefois dans cet ouvrage, dans laquelle on trouve la description et la figure d’une machine propre à guérir le rakitis, que l’on voit ici appliquée sur un enfant (pl. II, fig. 3 et 4). » Et pour compléter en quelque sorte cette déclaration si explicite, et plusieurs fois renouvelée dans le courant du livre, on lit dans la table des auteurs cités (p. 445) la mention suivante : « Levacher (François-Guillaume), maitre en chirurgie de Paris (suivent les titres), a fait le mémoire cité pages 9, 526, 351, 356, 365, 405 et 422. » Pleine et entière justice avait donc été rendue par Levacher de la Feutrie à son homonyme.